# Canal San Bovo
Canal San Bovo település Olaszországban, Trento megyében. Lakosainak száma 1476 fő (2023. január 1.). Canal San Bovo Castello Tesino, Cinte Tesino, Imer, Mezzano, Pieve Tesino, Predazzo, Primiero San Martino di Castrozza, Sovramonte, Ziano di Fiemme és Lamon községekkel határos.

## Népesség
A település népességének változása:
| Lakosok száma | 1518 | 1499 | 1476 |
|               | 2017 | 2018 | 2023 |